# 権知高麗国事
権知高麗国事（けんちこうらいこくじ）は、明が李氏朝鮮初期(初代から三代目)に李成桂ら、後の「朝鮮王」に授けた封号。高麗王代理、あるいは高麗国知事代理を意味する。李成桂は権知朝鮮国事のまま亡くなったが、第3代である太宗の時である1403年に永楽帝(明の第3代皇帝)によって「朝鮮王」の地位が漸く冊封されると、太宗から死後に「初代朝鮮王」の地位が追贈された。

## 権知高麗国事の意味
李成桂は、「権知高麗国事」を正式に名乗ったが、「知」「事」が「高麗」を囲んでおり、「権」は日本の権大納言・権中納言と同じで「副」「仮」という意味であり、「権知高麗国事」とは、仮に高麗の政治を取り仕切る人という意味である。このように李成桂は、事実上の王でありながら、「権知高麗国事」を名乗り朝鮮を治めるが、それは朝鮮王は代々中国との朝貢により、王（という称号）が与えられたため、高麗が宋と元から王に認めてもらったように、李成桂も明から王に認めてもらうことにより、正式に李氏朝鮮となる。小島毅は、「勝手に自分で名乗れない」「明の機嫌を損ねないように、まずは自分が高麗国を仮に治めていますよというスタンスを取り、それから朝貢を行い、やがて朝鮮国王として認めてもらいました」と評している。

## 歴史
李氏朝鮮の初代国王李成桂は1392年、明が冊封した高麗王の禑王、昌王と恭譲王を廃位して高麗王位を簒奪して高麗王を称した後、すぐに明に使節を送り、権知高麗国事としての地位を認められた。
権知高麗国事時代の国号選定依頼
洪武帝は王朝が交代したことで、国号を変更するよう命じた。これをうけた李成桂は、重臣達と共に国号変更を計画し、「朝鮮」と「和寧」の二つの候補を準備し、洪武帝に選んでもらった。「和寧」は李成桂の出身地の名であったが、北元の本拠地カラコルムの別名でもあったので、洪武帝は、むかし前漢の武帝にほろぼされた王朝（衛氏朝鮮）の名前であり、平壌付近の古名である「朝鮮」を選んだ。
権知朝鮮国事冊封
李成桂を権知朝鮮国事に冊封したことにより、「朝鮮」は正式な国号となった。「和寧」が単に李成桂の出身地であるだけなのに対し、「朝鮮」はかつての衛氏朝鮮・箕子朝鮮・檀君朝鮮の正統性を継承する意味があったことから本命とされており、国号変更以前からそれを意識する儀式が行われていた。国号が「朝鮮」という二文字なのは、中国の冊封体制に、新王朝の君主が外臣として参加して、一文字の国号を持つ内臣より一等級格下の処遇を与えられていることを意味する。

### 「朝鮮」の意図
李成桂による新王朝が擬定した「朝鮮」の国号は、朝鮮初である檀君朝鮮と朝鮮で民を教化した箕子朝鮮を継承する意図があり、首都が漢陽に置かれたのは、檀君朝鮮と箕子朝鮮の舞台であるためである。新王朝は、檀君と箕子を直結させることにより、正統性の拠り所にする意図を持っていた。朝鮮という国名は、殷の賢人箕子が、周の武王によって朝鮮に封ぜられた故事に基づく由緒ある呼称であるため、洪武帝は、新王朝(李氏朝鮮)が箕子の伝統を継承する「忠実な属国」となり、自らは箕子を朝鮮に封じた周の武王のような賢君になりたいと祈念した。周の武王が朝鮮に封じた箕子の継承を意図する朝鮮の国号を奏請したことが背景にあった。

### 李成桂王朝への「朝鮮王」冊封保留
明では、宗主国である自国が冊封した高麗王(王禑)を廃位して別の王(王昌 )を即位させたり、最後には勝手に王昌を廃位し、自ら王に即位した李成桂を快く思わなかったらしく、李成桂を「権知朝鮮国事」の身分とし、最後まで「朝鮮王」としては冊封しなかった。明から「権知朝鮮国事」が朝鮮国王として冊封されたのは、明第3代皇帝の永楽帝によって、第3代権知朝鮮国事である太宗在位時の1403年であった。そのため、第3代朝鮮王となった太宗から李成桂には死後に「初代朝鮮王」が送られている。